# Calendula suffruticosa subsp. lusitanica
Calendula suffruticosa subsp. lusitanica é uma subespécie de planta com flor pertencente à família Asteraceae. 
A autoridade científica da subespécie é (Boiss.) Ohle, tendo sido publicada em Feddes Repertorium 85(4): 270. 1974.

## Portugal
Trata-se de uma subespécie presente no território português, nomeadamente em Portugal Continental.
Em termos de naturalidade é nativa da região atrás indicada.

## Protecção
Não se encontra protegida por legislação portuguesa ou da Comunidade Europeia.